# Hedychium puerense
Hedychium puerense är en enhjärtbladig växtart som beskrevs av Y.Y.Qian. Hedychium puerense ingår i släktet Hedychium och familjen Zingiberaceae. Inga underarter finns listade i Catalogue of Life.